# Зачернечье
Зачернечье (укр. Зачерне́ччя) — село в Смидинской сельской общине Ковельского района Волынской области Украины.
До 2020 года входило в Любомльский район.
Код КОАТУУ — 0723381901. Население по переписи 2001 года составляет 618 человек. Почтовый индекс — 44340. Телефонный код — 3377. Занимает площадь 1,67 км².